# Elseyornis melanops
Elseyornis melanops là một loài chim trong họ Charadriidae.

## Hình ảnh

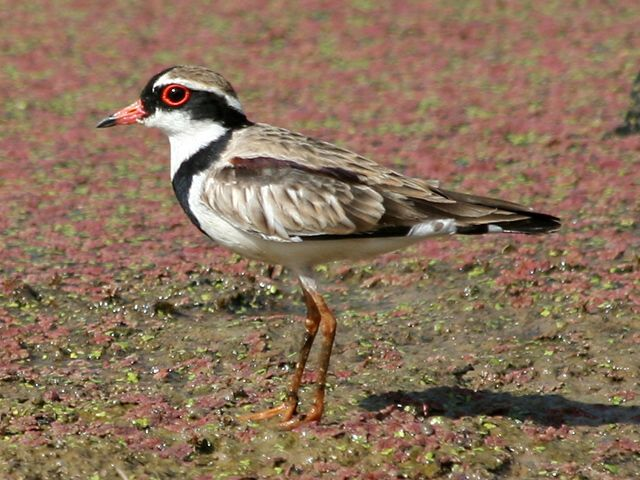
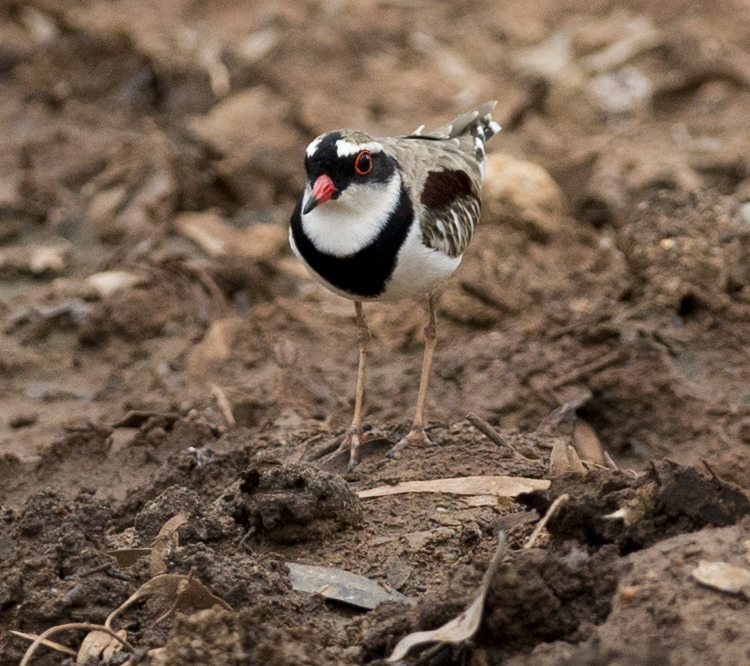
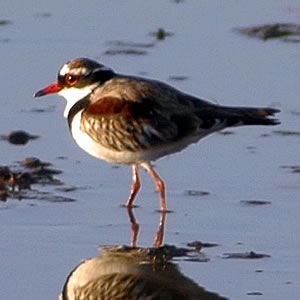